# 90472 Mahabal
90472 Mahabal este un asteroid din centura principală de asteroizi.

## Descriere
90472 Mahabal este un asteroid din centura principală de asteroizi. A fost descoperit pe 15 februarie 2004 în cadrul proiectului CSS. Asteroidul prezintă o orbită caracterizată de o semiaxă mare de 2,47 ua, o excentricitate de 0,17 și o înclinație de 3,1° în raport cu ecliptica.